# Луцкевич Катерина Василівна
Катерина Василівна Луцкевич (нар. 11 серпня 1982, Слуцьк, Мінська область, Білоруська РСР) — білоруська футболістка, захисниця «Бобруйчанки». Виступала за збірну Білорусі.

## Життєпис
Вихованка бобруйського футболу. Про ранній період кар'єри повна інформація відсутня. У 2004 році разом з іншими білорусками — Тетяною Гапанович і Тетяною Шрамок виступала за аутсайдера чемпіонату Росії нижньогородську «Ніку» , також у цьому сезоні грала за «Бобруйчанка». У 2005-2006 роках у складі «Університету» (Вітебськ) двічі перемагала в чемпіонаті Білорусі. Згодом грала в Казахстані за команду «Акку-Технополіс» (Астана).
На початку 2010-их років грала за «Бобруйчанку», з якою перемагала в чемпіонаті Білорусі 2010, 2011, 2012 років, також завоювала два Суперкубку країни (2011, 2012). У 2013 році перейшла в «Мінськ», з яким у 2013-2014 роках завоювала два чемпіонства і два Кубки Білорусі, а також Суперкубок (2014 року). Брала участь в матчах жіночої Ліги чемпіонів (щонайменше 8 матчів). Визнана найкращим захисником чемпіонату Білорусі 2012 року.
У 2015 році перейшла в клуб «Зорка-БДУ», де провела три сезони. Стала триразовим срібним призером чемпіонату країни і триразовим фіналістом Кубку (2015, 2016 2017), володаркою Суперкубку (2017). У 2018 році грала за «Іслочь-РДУОР», з яким також стала срібним призером чемпіонату і фіналісткою Кубка країни. Пропустивши один сезон, в 2020 році повернулася в «Бобруйчанку».
Багато років виступала за національну збірну Білорусі, останні офіційні матчі провела влітку 2018 року. У відбіркових турнірах чемпіонатів світу та Європи зіграла щонайменше 18 матчів.
Також грала в чемпіонаті Білорусі з футзалу за клуби «Педуніверситет» (Мінськ) та «Бобруйчанка», викликалася в футзальну збірну та була її капітаном.